# Йокосіба-Хікарі

35°39′56″ пн. ш. 140°30′15″ сх. д. / 35.66556° пн. ш. 140.50417° сх. д.
Йокосі́ба-Хіка́рі (яп. 横芝光町, よこしばひかりまち, МФА: [jokoɕiba çikaɾi mat͡ɕi̥]) — містечко в Японії, в повіті Самбу префектури Тіба. Станом на 1 жовтня 2008 площа містечка становила 66,91 км². Станом на 1 січня 2009 населення містечка становило 25 260 осіб.